# NGC 5438
NGC 5438 este o galaxie situată în constelația Boarul. A fost descoperită în 19 martie 1784 de către William Herschel. Se află la o distanță de 84,72 de megaparseci de Pământ.